# Авіаудари по аеродромах «Енгельс» і «Дягілево»
Ата́ка на авіаба́зу Енгельс та авіабазу Дягілєво — імовірний обстріл українськими військами російських авіабази «Енгельс» в Саратівській області та Дягілєво в Рязані, що відбувся 5 та 26 грудня 2022 року під час вторгнення Росії в Україну.

## Підстави для атаки
На аеродромі Енгельс базувалися літаки Ту-95 та інші літаки, які здійснювали атаки на територію України.

## Перебіг подій
Зранку 5 грудня жителі міста Енгельс почули вибухи. О 9 годині губернатор Саратовської області сказав, що все добре, потерпілих нема, як і пошкоджених цивільних об'єктів. Пізніше повідомлено про серйозні пошкодження 2 літаків Ту-95.
Також зранку 5 грудня повідомлено про атаку на авіабазу Дягілєво, внаслідок якої було пошкоджено Ту-22М3 та вибухнув бензовоз, загинуло 3 чоловік, поранено 6 чоловік.
26 грудня відбувся повторний удар по авіабазі «Енгельс», що спричинив загибель трьох офіцерів ЗС РФ. Авіаційна техніка, за даними МО РФ, не постраждала.